# Запрудня (Гагарінський район)
Запрудня (рос. Запрудня) — присілок Гагарінського району Смоленської області Росії. Входить до складу Акатовського сільського поселення.
Населення — 24 особи (2007 рік). 